# Зажигин, Иван Степанович
Ива́н Степа́нович Зажи́гин (1925—2001) — подполковник Советской Армии, участник Великой Отечественной войны, Герой Советского Союза (1944).

## Биография
Иван Зажигин родился 22 июля 1925 года в селе Топлое (ныне — Малосердобинский район Пензенской области). Окончил восемь классов школы и курсы трактористов, после чего работал трактористом в колхозе. В феврале 1943 года был призван на службу в Рабоче-крестьянскую Красную Армию; с июня 1944 года — на фронтах Великой Отечественной войны, командовал пулемётным отделением 300-го гвардейского стрелкового полка 99-й гвардейской стрелковой дивизии 37-го гвардейского стрелкового корпуса 7-й армии Карельского фронта. Отличился во время форсирования Свири.
21 июня 1944 года Зажигин переправился через Свирь в составе группы из шестнадцати добровольцев и принял активное участие в захвате плацдарма на противоположном берегу и отражении вражеских контратак. Действия группы способствовали успешному форсированию Свири остальными советскими частями.
Указом Президиума Верховного Совета СССР от 21 июля 1944 года за «образцовое выполнение боевых заданий командования и проявленные при этом геройство и мужество» гвардии младший сержант Иван Зажигин был удостоен высокого звания Героя Советского Союза с вручением ордена Ленина и медали «Золотая Звезда» за номером 4099.
После окончания войны Зажигин продолжил службу в Советской Армии. В 1948 году он окончил танковое училище, в 1958 году — Военно-политическую академию. В 1970 году в звании подполковника Зажигин был уволен в запас. Проживал в Челябинске, работал старшим инструктором ДОСААФ, занимался общественной деятельностью. Умер 19 сентября 2001 года, похоронен на Успенском кладбище Челябинска.
Был также награждён орденами Отечественной войны 1-й степени и Красной Звезды, рядом медалей. Почётный гражданин Лодейного Поля.
В г. Челябинске, на здании, где с 1979 по 2001 годы жил Герой, ему установлена мемориальная доска.